# Adolfo Mandosso
Adolfo Mandosso (Alessandria, 4 maggio 1904 – Grosseto, 12 settembre 1980) è stato un calciatore italiano, di ruolo attaccante.

## Carriera
Con la Novese disputa 21 gare segnando 3 reti nel campionato di Prima Divisione 1923-1924.
In seguito milita nell'Andrea Doria, diventata poi La Dominante, con cui disputa altre 17 partite in Divisione Nazionale ed una in Serie B.
Dopo un altro anno nel Liguria, gioca nella Prima Divisione 1931-1932 con il Messina.